# Kobayashi Riku
Riku Kobayashi (sinh ngày 2 tháng 8 năm 2001) là một cầu thủ bóng đá người Nhật Bản.

## Sự nghiệp câu lạc bộ
Riku Kobayashi đã từng chơi cho FC Tokyo.